# ویلیامستون (کارولینای شمالی)
ویلیامستون (به انگلیسی: Williamston) شهری در ایالت کارولینای شمالی کشور ایالات متحده آمریکا است که جمعیت آن در سرشماری سال ۲۰۱۰ میلادی، ۵٬۵۱۱ نفر بوده‌است.